# Вулиця Григорія Ващенка (Київ)
Ву́лиця Григо́рія Ва́щенка — вулиця в Дарницькому районі міста Києва, місцевість Осокорки. Пролягає від вулиці Єлизавети Чавдар до Колекторної вулиці.

## Історія
Вулиця виникла 2010 року під проектною назвою Нова XXXVIII. Сучасна назва — з 2011 року, на честь українського педагога Григорія Ващенка.